# Antonie Kaulbach
Antonie Kaulbach (geboren 5. März 1875 in Hannover; gestorben 15. Januar 1958 ebenda) war eine deutsche Porträtmalerin.

## Leben
Kaulbach war die jüngste Tochter und das letztes von zehn Kinder des Künstlers Friedrich Kaulbach. Sie stammte, ebenso der Maler Anton Kaulbach und die Schriftstellerin Isidore Kaulbach, aus dessen dritter Ehe mit Marie Wellhausen (1841–1918), der Tochter eines Generaloberarztes Julius Friedrich August Wellhausen (1801–1873). Die Maler Friedrich August und Sigmund Kaulbach (1854–1894) waren Halbbrüder aus der ersten Ehe des Vaters. Über ihre Mutter war sie mit Julius Wellhausen verwandt.
Kaulbach wuchs im Wohn- und Atelierhaus an der Waterloostraße auf und erlernte die Malerei zunächst bei ihrem Vater. Später bildete sie sich in ihrer Heimatstadt bei Ernst Jordan sowie an der Kunstgewerbeschule Kassel weiter. Studienreisen in die Niederlande und nach Italien sind dokumentiert. Später war sie außer in Hannover zeitweise auch in Berlin als Malerin tätig. Für ihre Porträts – vorwiegend Öl auf Leinwand, aber auch Pastellkreide auf Leinwand und Papier – dienten ihr vorwiegend Personen des bürgerlichen Lebens als Motiv.
Sie war Mitglied in der Allgemeinen Deutschen Kunstgenossenschaft und starb Mitte Januar 1958.